# Ring Zoetermeer
De ring van Zoetermeer is een ringweg rond het centrum van Zoetermeer met de wijken Stadscentrum, Palenstein, Driemanspolder en Dorp. De ring kruist de A12 en de N206. Op het noordelijke deel, langs bijna de gehele Europaweg, zijn 2 parallelrijbanen en een hoofdrijbaan in een uitgediepte tunnel met de kruisende wegen van de parallelrijbanen eroverheen.

## Verschillende wegen
De ring van Zoetermeer bestaat uit totaal 5 wegen, waarvan één provinciale weg.

#### Oostweg
Niet de gehele Oostweg maakt deel uit van de ring, alleen het deel tussen de rotonde Prinses Máximaplein en de kruising met de Zuidweg. De Oostweg kruist de A12, waar ook aansluiting 7 Zoetermeer is. Deze weg is de provinciale weg N470.

#### Zuidweg
De Zuidweg is in zijn geheel deel van de ring. De weg loopt vanaf de kruising met de Oostweg tot de kruising met de A12, dit is aansluiting 6, Zoetermeer Centrum, overigens alleen in de richting Den Haag.

#### Afrikaweg
De Afrikaweg loopt vanaf de kruising met de A12, aansluiting 6, Zoetermeer Centrum tot de kruising met de kruising met de Amerikaweg en de Europaweg. De Afrikaweg is ook geheel deel van de ring van Zoetermeer.

#### Europaweg
De Europaweg is het deel van de ring met de parallelrijbanen. De hoofdrijbaan gaat door een zogenaamde tunnelbak, waar de kruisende wegen overheen lopen. De weg loopt vanaf de kruising met de Afrikaweg en de Amerikaweg tot de kruising met de Aziëweg, waar de naam veranderd in Australiëweg.

#### Australiëweg
Ten slotte, de Australiëweg. De weg is eigenlijk dezelfde weg als de Europaweg, maar dan anders genaamd. Hij loopt vanaf de kruising met de Aziëweg tot de kruising met de Oostweg, bij het Prinses Máximaplein.
Almelo · Almere · Alkmaar · Alphen aan den Rijn · Apeldoorn · Assen · Barendrecht · Bergen op Zoom · Den Haag · Dordrecht · Eindhoven · Enschede · Groningen · 's-Hertogenbosch · Hilversum · Hoofddorp · Houten · Leeuwarden · Oud-Beijerland · Parkstad Limburg · Sneek · Tilburg · Utrecht · Weert · Zoetermeer · Zwolle

Ringwegen geheel uitgevoerd als autosnelweg: Amsterdam · Rotterdam

Opgeheven: Maastricht